# Лесной дрозд
Лесной дрозд, или древесный дрозд (лат. Hylocichla mustelina) — вид воробьинообразных птиц из семейства дроздовых (Turdidae), выделяемый в монотипический род Hylocichla. Подвидов не выделяют. Широко распространён по всей Северной Америке, зимует в Центральной Америке и южной Мексике. Лесной дрозд является официальной птицей округа Колумбия.

## Описание
Лесной дрозд достигает длины 18—21,5 см и массы от 48 до 72 г; размах крыльев — от 30 до 40 см. Он заметно крупнее короткоклювых дроздов, с которыми этот вид обитает симпатрично, но немного меньше широко распространённого странствующего дрозда. Половой диморфизм не выражен. У взрослых особей макушка, затылок и верхняя часть спины коричневатые, в то время как верх крыльев и хвоста тускло-коричневые. Грудь и брюхо белые с крупными тёмно-коричневыми пятнами на груди и боках. Радужная оболочка тёмно-коричневая, окологлазное кольцо белое. Надклювье тёмного рогового цвета, подклювье бледно-розовое. Ротовая полость у птенцов и взрослых особей ярко-желтая. Ноги от бледно-желтовато-коричневого до бледно-розового цвета.

## Биология
Питается в основном почвенными беспозвоночными; фрукты употребляет чаще в конце лета, осенью и в конце зимы. Плоды заглатывает целиком. Также в состав рациона входят древесные насекомые, улитки и мелкие саламандры. В основном, подбирает пищу с земли; может клювом исследовать или срывать отдельные листья, чтобы обнаружить добычу; иногда зависает в воздухе или охотится на насекомых или плоды, которые не достать с земли. Типичное поведение в поисках пищи на земле — несколько прыжков и пауза для поиска. Иногда следует за колоннами кочевых муравьёв, высматривая добычу, вспугнутую муравьями, с низких насестов; прыгает впереди или сбоку от колонны, избегая конкуренции со стороны других птиц. 